# 玉皇柳
玉皇柳（学名：[Salix yuhuangshanensis] 错误：{{Lang}}：文本有斜体标记（帮助））是杨柳科柳属的植物，是中国的特有植物。分布在中国大陆的陕西等地，生长于海拔2,600米至2,850米的地区，见于山坡林缘，目前尚未由人工引种栽培。

## 异名
- Salix yuhuangshanensis C. Wang et C. Y. Yu var. weiheensis N. Chao